# Ɨ
Litera Ɨ (majusculă), ɨ (minusculă), numită i bară sau i barat, este o literă a alfabetului latin, formată din I sau i cu adăugarea unei bare.
În Alfabetul Fonetic Internațional, ɨ este folosit pentru a reprezenta o vocală închisă centrală nerotunjită. În limba română, sunetul [ɨ] este reprezentat prin literele Î, î (i cu accent circumflex), și Â, â (a cu accent circumflex). ISO 6438 (set african de caractere codate pentru schimb de informații bibliografice) asociază litera majusculă Ɨ cu litera minusculă ɪ, un i majuscul micșorat, și nu cu litera ɨ.
| Caracter                   | Ɨ                               | Ɨ                               | ɨ                              | ɨ                              | ᵻ                                       | ᵻ                                       |
| -------------------------- | ------------------------------- | ------------------------------- | ------------------------------ | ------------------------------ | --------------------------------------- | --------------------------------------- |
| Nume Unicode               | LITERA LATINĂ I MARE CU LINIUȚĂ | LITERA LATINĂ I MARE CU LINIUȚĂ | LITERA LATINĂ I MIC CU LINIUȚĂ | LITERA LATINĂ I MIC CU LINIUȚĂ | LITERA LATINĂ I MAJUSCUL MIC CU LINIUȚĂ | LITERA LATINĂ I MAJUSCUL MIC CU LINIUȚĂ |
| Codare                     | zecimal                         | hex                             | zecimal                        | hex                            | zecimal                                 | hex                                     |
| Unicode                    | 407                             | U+0197                          | 616                            | U+0268                         | 7547                                    | U+1D7B                                  |
| UTF-8                      | 198 151                         | C6 97                           | 201 168                        | C9 A8                          | 225 181 187                             | E1 B5 BB                                |
| Referință caracter numeric | &#407;                          | &#x197;                         | &#616;                         | &#x268;                        | &#7547;                                 | &#x1D7B;                                |

## Variații
ɨ̆, i barat minuscul cu brevă, reprezintă o foarte scurtă vocală închisă centrală nerotunjită. Breva indică o vocală foarte scurtă sau suprascurtă. 
În limba Golin, ɨ̆ este folosit în transcrierea AFI a sunetului vocalei epentetice cetrale închise foarte scurte, care este restricționat la silabele care se termină cu o consoană sonantă.